# Boinvilliers
Boinvilliers là một xã của Pháp, nằm ở tỉnh Yvelines trong vùng Île-de-France.
Người dân ở đây trong tiếng Pháp gọi là Boinvilliérois.
Các xã giáp ranh gồm: Rosay và Villette về phía đông, Courgent và Montchauvet về phía nam, Dammartin-en-Serve và Flacourt về phía tây và Vert về phía bắc.